# Campanula angustiflora
Campanula angustiflora là loài thực vật có hoa trong họ Hoa chuông. Loài này được Eastw. mô tả khoa học đầu tiên năm 1897.